# منصور فضل الله عزام
منصور فضل الله عزام وزيرا لشؤون رئاسة الجمهورية العربية السورية، من مواليد عام 1960 السويداء.

## شهاداته
- إجازة في الأدب الفرنسي عام 1983 من جامعة دمشق.
- دبلوم في الترجمة والتعريب في اللغة الفرنسية 1985 من جامعة دمشق.
- دبلوم في العلاقات الدولية من المعهد الوطني للإدارة العامة في باريس.

## مناصبه
- شغل منصبا دبلوماسيا عام 1994 في وزارة الخارجية
- مسؤول الشؤون الثقافية وشؤون الكونغرس الأميركي من 1995 إلى 2000 في السفارة السورية في واشنطن
- مستشارا في وزارة الخارجية ونائب مدير إدارة المراسم في الوزارة من 2000 إلى 2002
- نائب مدير المراسم في رئاسة الجمهورية من 2003إلى 2008
- أمين عام رئاسة الجمهورية من 2006
- وزير شؤون رئاسة الجمهورية منذ العام 2008